# 念仏峠
念仏峠（ねんぶつとうげ）は、京都府舞鶴市の京都府道568号念仏峠線にある峠である。

## 概要
西舞鶴市街地から舞鶴神崎地区を結ぶ峠であり、標高は約50m。由良川右岸の京都丹後鉄道宮豊線と並行している。
同峠の開通以前の舞鶴から宮津・天橋立方面へは向かう場合は大船峠が利用されていたが、明治時代に地域の要望で開通、現在ではバイパス道路としての機能も有している。
戦国時代に付近で討死した者や、江戸時代の一揆で処刑された人に念仏をあげたことが命名の由来とされている。

## 道路
- 京都府道568号念仏峠線